# Тиристорно управление
Тиристорно управение е захранващ АС блок, който се регулира от тиристорно фазово управление, за да осигури променливо напрежение към DC двигател.

## Приложение
Този тип силова електронна схема, се използва предимно във фазов контрол на електрически двигатели. В литературата се срещат още като SCR (Semiconductor Controlled rectifier – Полупроводников управляем токоизплавител). Контролът на изходната синусоида се извършва по нейното закъснение, фаза и ъгъл алфа. Управлението на синхронизацията се извършва, чрез гейта на силовия прибор. Стойността на ъгълът алфа, е наложен от стойността на управляващото напрежение {\displaystyle Vcontr}. Първите подобни схемни решения, се появяват през 1957 година. Такива схеми към днешна дата могат да се намерят в локомотиви и електрически дрелки.